# Yohan Demoncy
Yohan Demoncy, né le 7 avril 1996 à Gonesse en France, est un footballeur français qui évolue au poste de milieu central au Stade de Reims.

## Biographie

### Formation au Paris SG
En juin 2011, avec la sélection de la Ligue de Paris-Île-de-France, il termine troisième de la Coupe nationale des Ligues U15, aux côtés de Kingsley Coman, Moussa Dembélé et Jonathan Bamba. Yohan Demoncy est un pur produit du centre de formation du Paris Saint-Germain, où il évolue dans les différentes catégories de jeunes du club, avant d'intégrer en 2014 l'équipe réserve, où il devient même capitaine. Le 25 juin 2016, alors âgé de 20 ans, il signe son premier contrat professionnel avec le club de la capitale. Cependant, Demoncy ne joue aucun match avec l'équipe première.

### US Orléans
Demoncy ne se voit finalement jamais offrir sa chance avec le Paris Saint-Germain, et il est prêté le 30 janvier 2018 à l'US Orléans, en Ligue 2, pour la deuxième partie de la saison 2017-2018. Il réalise ses débuts professionnels avec son nouveau club le 9 février 2018, contre les Chamois niortais. Il entre en jeu en cours de partie ce jour-là, alors que le score est de 2-2. Demoncy inscrit son premier but en fin de match, donnant ainsi la victoire à son équipe (2-3). Il devient rapidement titulaire à Orléans, jouant 13 matchs de championnat en tout, et participant au maintien de son équipe en Ligue 2, l'US Orléans terminant 12e.
Le 22 juin 2018, Demoncy s'engage définitivement pour trois saisons avec l'US Orléans.
Le 30 juin 2021, Yohan Demoncy est laissé libre par l'US Orléans.

### Paris FC
Le 1er juillet 2021, Il rejoint le Paris FC avec lequel il signe un contrat de trois ans et choisit de porter le numéro 24. Il est la première recrue du PFC lors de ce mercato estival.
Demoncy joue son premier match pour le Paris FC le 11 septembre 2021 face à l'En avant de Guingamp, en championnat. Il est titularisé et son équipe s'incline par un but à zéro.

### FC Annecy
Le 27 septembre 2022, en manque de temps de jeu au Paris FC, il est prêté pour une saison chez le promu du FC Annecy, en qualité de joker. Son prêt est réussi puisqu'il termine la saison comme meilleur passeur du FC Annecy avec 7 réalisations.
Le 31 janvier 2024, alors qu'il peine à s'imposer comme titulaire au Paris FC, Yohan Demoncy fait son retour en Haute-Savoie sous la forme d'un transfert définitif et arbore le numéro 25.

## Statistiques
| Saison                | Club                  | Championnat           | Championnat | Championnat | Championnat | Coupe nationale | Coupe nationale | Coupe nationale | Coupe de la Ligue | Coupe de la Ligue | Coupe de la Ligue | Total | Total | Total |
| Saison                | Club                  | Division              | M.          | B.          | P.d.        | M.              | B.              | P.d.            | M.                | B.                | P.d.              | M.    | B.    | P.d.  |
| 2017-2018             | US Orléans (prêt)     | Ligue 2               | 13          | 1           | 0           | -               | -               | -               | -                 | -                 | -                 | 13    | 1     | 0     |
| 2018-2019             | US Orléans            | Ligue 2               | 32          | 0           | 2           | 5               | 0               | 0               | 3                 | 1                 | 0                 | 40    | 1     | 2     |
| 2019-2020             | US Orléans            | Ligue 2               | 20          | 0           | 0           | 2               | 0               | 1               | 2                 | 0                 | 0                 | 24    | 0     | 1     |
| 2020-2021             | US Orléans            | National              | 30          | 1           | 3           | 2               | 0               | 0               | -                 | -                 | -                 | 32    | 1     | 3     |
| Sous-total            | Sous-total            | Sous-total            | 95          | 2           | 5           | 9               | 0               | 1               | 5                 | 1                 | 0                 | 109   | 3     | 6     |
| 2021-2022             | Paris FC              | Ligue 2               | 15          | 0           | 1           | 2               | 0               | 0               | -                 | -                 | -                 | 17    | 0     | 1     |
| Sous-total            | Sous-total            | Sous-total            | 15          | 0           | 1           | 2               | 0               | 0               | -                 | -                 | -                 | 17    | 0     | 1     |
| 2022-2023             | FC Annecy (prêt)      | Ligue 2               | 27          | 0           | 7           | 5               | 0               | 1               | -                 | -                 | -                 | 32    | 0     | 8     |
| Sous-total            | Sous-total            | Sous-total            | 27          | 0           | 7           | 5               | 0               | 1               | -                 | -                 | -                 | 32    | 0     | 8     |
| Total sur la carrière | Total sur la carrière | Total sur la carrière | 137         | 2           | 13          | 16              | 0               | 2               | 5                 | 1                 | 0                 | 158   | 3     | 15    |